# Festen (film)
Festen este un film danez de comedie neagră din 1998, regizat de Thomas Vinterberg și produs de Nimbus Film. Filmul spune povestea unei reuniuni de familie pentru a sărbători cea de-a 60-a aniversare a patriarhului lor, în timpul căreia este dezvăluit un secret de familie.

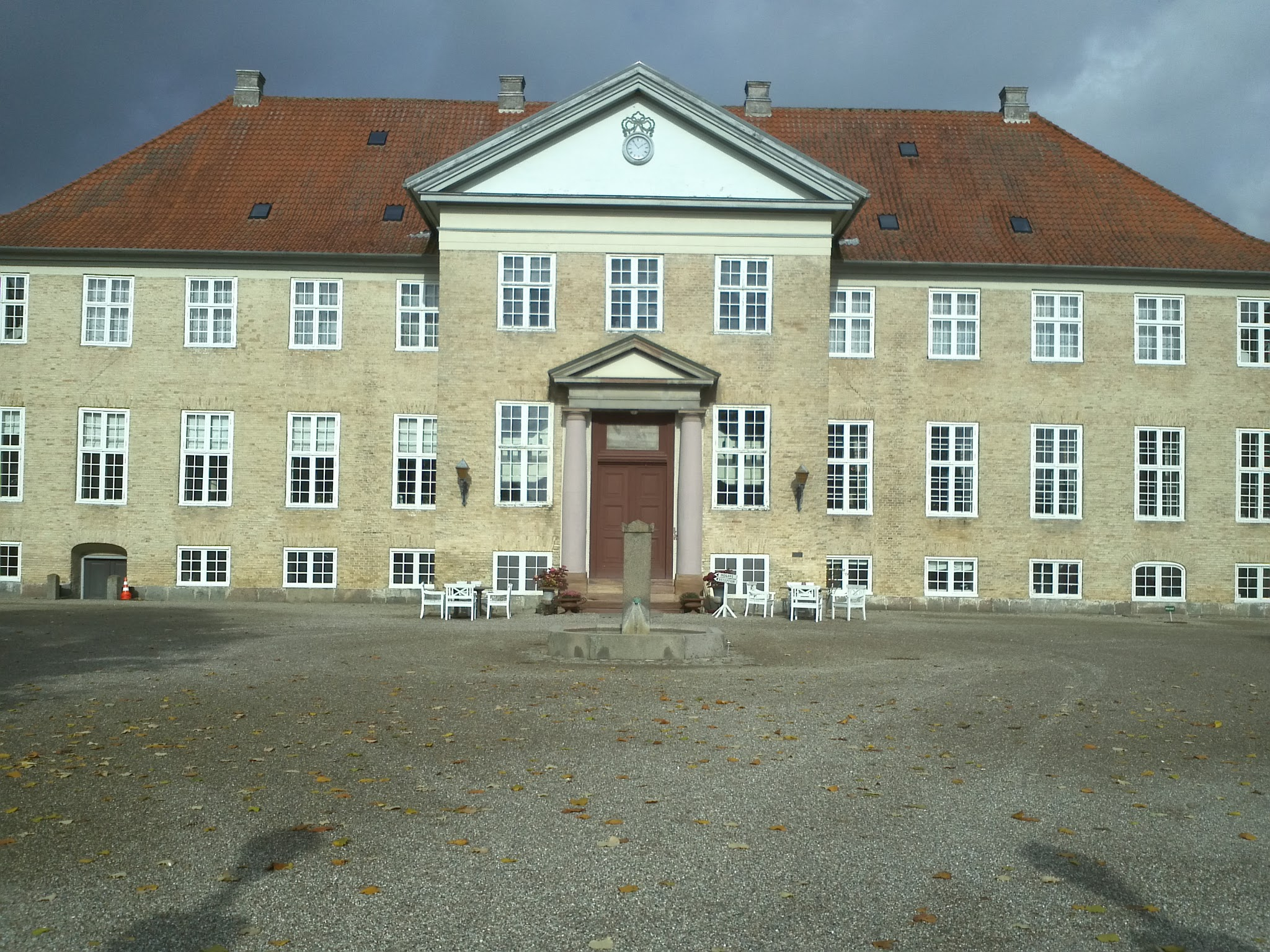
Castelul Skjoldenæsholm, locul unde s-a filmat acest film

Festen a fost primul film din mișcarea Dogme 95, creată de Vinterberg și colegul său regizor danez, Lars von Trier. Mișcarea a preferat valori de producție simple și analogice pentru a permite evidențierea intrigii și a interpretării. Filmul a câștigat Premiul Juriului la Festivalul de Film de la Cannes din 1998 și a fost selectat ca film danez nominalizat la categoria Cel mai bun film străin la cea de-a 71-a ediție a Premiilor Academiei, dar nu a fost ales printre cei cinci nominalizați la premiu.

## Rezumat
Helge, un om de afaceri respectat și cap al familiei, își sărbătorește a 60-a aniversare la hotelul de familie. La eveniment participă soția sa, Else, și cei trei copii: Christian, fiul cel mare; Michael, fratele mai mic, arogant și agresiv; și Helene, fiica revenită din călătorii. Sora geamănă a lui Christian, Linda, s-a sinucis de curând același hotel. Helene descoperă biletul ei de adio, dar, tulburată de conținut, îl ascunde.
Michael își reia relația cu soția, pe care o abandonase, apoi o agresează pe Michelle, o chelneriță însărcinată cu copilul său. Tensiunea crește când Christian, în timpul toastului festiv, își acuză tatăl că l-a abuzat sexual atât pe el, cât și pe Linda în copilărie. Inițial, invitații reacționează cu stupoare, dar curând preferă să ignore acuzația.
Helge neagă totul, iar Christian pare să cedeze, dar bucătarul hotelului, Kim, vechi prieten, îl încurajează să continue. Kim cere personalului să ascundă cheile invitaților. Christian revine cu o nouă acuzație: abuzul tatălui a dus la moartea Lindei. Helge reacționează cu amenințări și insulte la adresa fiului.
Situația se înrăutățește când apare iubitul de culoare al Helenei, Gbatokai, provocând reacții rasiste din partea lui Michael, care instigă o melodie jignitoare. Else susține un toast în care își ironizează copiii și îl acuză pe Christian de imaginație bolnavă. El o confruntă, susținând că a știut despre abuz și a tăcut. Christian este scos cu forța din hotel, bătut și legat de un copac, dar reușește să se elibereze.
Întors la petrecere, primește de la Pia, colega lui Michelle, biletul de adio al Lindei, pe care Helene îl citește în fața tuturor. Scrisoarea confirmă trauma provocată de tată. Confruntat public, Helge își recunoaște vina și părăsește sala. Christian leșină după o halucinație cu Linda. A doua zi dimineață, Helge revine la masă, își recunoaște greșelile și își exprimă iubirea pentru copii. Michael, într-un gest final de respingere, îi cere să se ridice de la masă.

## Distribuție, personaje
- Ulrich Thomsen - Christian Klingenfeldt-Hansen;
- Henning Moritzen - Helge, tatăl lui Christian;
- Thomas Bo Larsen - în rolul lui Michael, fratele lui Christian;
- Paprika Steen - în rolul lui Helene, sora lui Christian;
- Birthe Neumann - în rolul lui Else, mama lui Christian;
- Trine Dyrholm - în rolul Piei, chelnerița apropiată de Christian;
- Helle Dolleris - Mette, soția lui Michael;
- Therese Glahn - în rolul lui Michelle, chelnerița cu care Michael a avut o relație intimă acum un an;
- Klaus Bondam - Helmut von Sachs, toastmaster;
- Bjarne Henriksen - în rolul lui Kim, bucătarul șef și vechiul prieten al lui Christian;
- Gbatokai Dakinah - Gbatokai, iubitul american al lui Helene
- Lasse Lunderskov - unchi al lui Christian;
- Lars Brygmann - Lars, recepționerul;
- Lene Laub Oksen - în rolul Lindei, sora geamănă decedată a lui Christian;
- Linda Laursen - în rolul lui Birthe, femeia care o cucerește pe Pia;
- John Boas - bunicul lui Christian;
- Erna Boas - în rolul bunicii lui Christian;
- Thomas Vinterberg - șofer de taxi.

## Producție

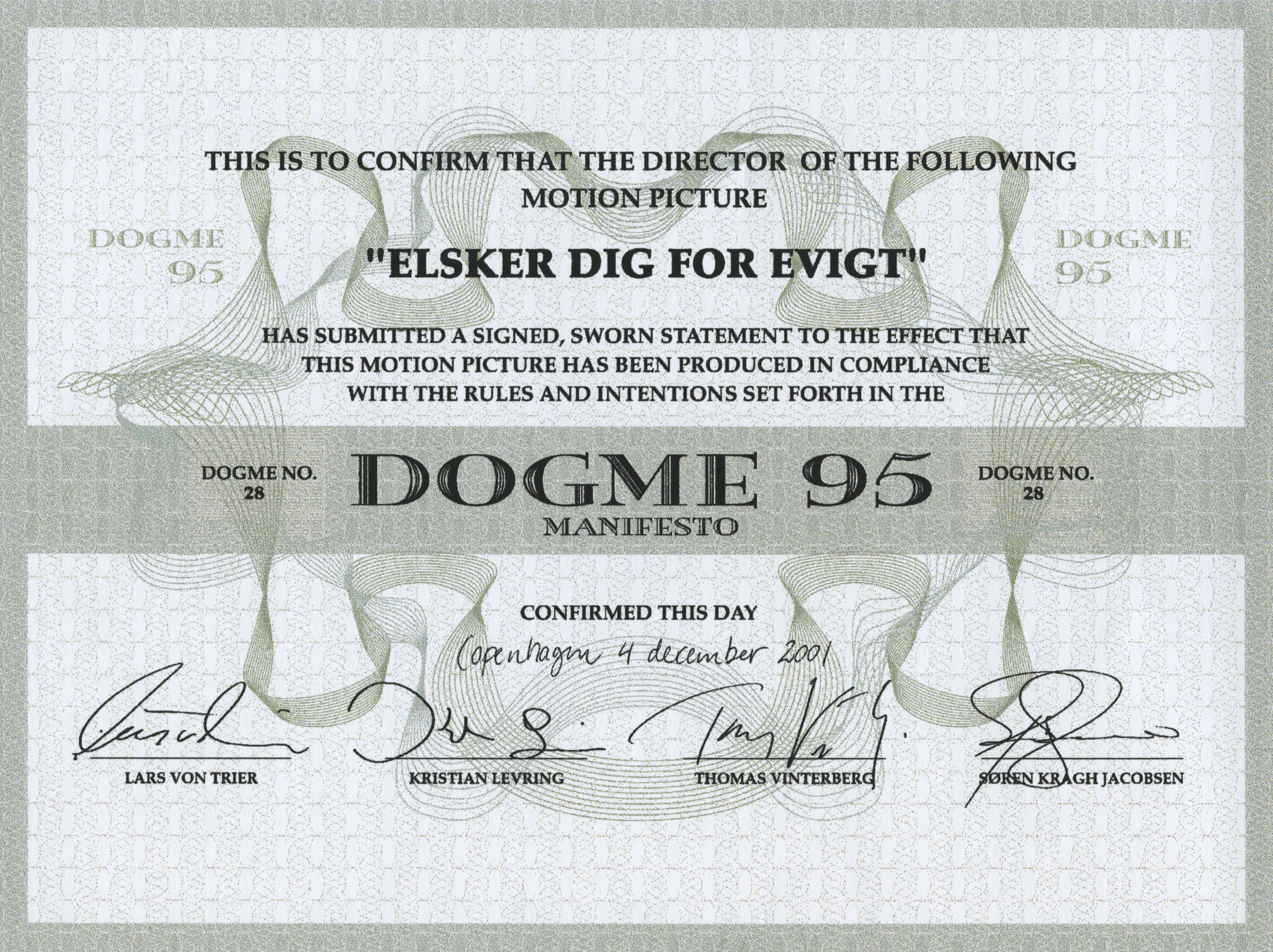
Certificatul de autenticitate Dogme 95 pentru filmul Open Hearts (2002) de Susanne Bier.

La câțiva ani după realizarea filmului, Vinterberg a vorbit despre inspirația acestuia: o poveste spusă de un tânăr într-o emisiune radio prezentată de Kjeld Koplev. Vinterberg a aflat despre interviu de la prietenul unei asistente medicale de psihiatrie, care a susținut că l-a tratat pe tânăr. El a ascultat programul radio și i-a cerut scenaristului Mogens Rukov să scrie un scenariu despre evenimente, ca și cum ar fi fost propria poveste a tânărului. Ulterior s-a dezvăluit că povestea a fost complet inventată de pacientul care primea îngrijiri psihiatrice, deși acest lucru pare foarte puțin probabil, având în vedere înțelegerea profundă și nuanțată a filmului asupra dinamicii din familiile copiilor abuzați. 
Filmul este cel mai cunoscut ca fiind primul film Dogme 95 (titlul său complet în Danemarca este Dogme 1 – Festen). Filmele Dogme sunt guvernate de un manifest care insistă asupra unor limitări specifice de producție și narativă (cum ar fi interzicerea oricărei editări de sunet în post-producție), parțial ca un protest împotriva producției cinematografice costisitoare în stil hollywoodian. Filmul este un film cu buget redus și a fost filmat cu o cameră Sony DCR-PC3 Handycam pe casete Mini-DV standard.

## Receptare critică
Festen a primit recenzii pozitive din partea criticilor. Pe site-ul agregator de recenzii de filme Rotten Tomatoes, 91% din cele 47 de recenzii ale filmului sunt pozitive, cu un rating mediu de 8,1/10; „consensul criticilor” al site-ului spune: „La fel de ascuțit și nemilos ca dinamica familială care alimentează intriga sa, The Celebration îmbină tragedia și comedia cu un efect strălucit.”
Pe Metacritic, filmul are un scor mediu ponderat de 82 din 100, bazat pe recenziile a 7 critici, indicând „apreciere universală”.